# Héctor Ramón Sosa
Héctor Ramón Sosa (Argentina 1958) es un exfutbolista argentino, más conocido como 'Rambo' Sosa.
En su paso por el fútbol colombiano anotó 135 goles entre 1984 y 1991.

## Clubes
| Club                   | País      | Año       |
| ---------------------- | --------- | --------- |
| River Plate            | Argentina | 1978-1979 |
| Platense               | Argentina | 1980      |
| Talleres               | Argentina | 1981      |
| Sarmiento de Junín     | Argentina | 1982      |
| Liga de Portoviejo     | Ecuador   | 1983      |
| Atlético Bucaramanga   | Colombia  | 1984-1985 |
| Independiente Medellín | Colombia  | 1986-1988 |
| Independiente Santa Fe | Colombia  | 1989      |
| Once Caldas            | Colombia  | 1990      |
| Unión Magdalena        | Colombia  | 1991      |

## Palmarés

### Torneos nacionales oficiales
| Título        | Club                   | País     | Temporada |
| ------------- | ---------------------- | -------- | --------- |
| Copa Colombia | Independiente Santa Fe | Colombia | 1989      |

### Distinciones individuales
| Distinción                         | Año  |
| ---------------------------------- | ---- |
| Goleador del Campeonato colombiano | 1986 |